# José Iturbi
José Iturbi, född 28 november 1895, död 28 juni 1980, var en spansk pianist och dirigent.
José Iturbi studerade i Valencia, Barcelona och för Victor Staub i Paris. Han var 1919–1923 pianolärare vid konservatoriet i Genève samt debuterade 1923 i Storbritannien och 1928 i USA med Philadelphiaorkestern, varigenom han vann internationellt erkännande. Iturbi räknades som en av samtidens främsta pianister. Hans spel kännetecknades av stor teknik, fast, elastisk rytmik och modernt, sakligt föredrag. 1933 dirigerade han 15 konserter i Mexiko, debuterade samma år som dirigent i New York och blev 1936 ledare för Rochesterorkestern i New York. För den stora publiken blev José Iturbi synnerligen populär genom en rad filmer, som formades kring hans musicerande men i vilka han även visades som en god skådespelare i lättsamma filmer. Han medverkade bland annat i Metro-Goldwynfilmerna Soldatflamman, Tre hjärtan i otakt, Musik för millioner, Säg det med sång, Under Mexikos himmel, Det hände i Havanna och Midnattskyssen.